# Corbevax
Corbevax nebo BioE COVID-19 je kandidátem na vakcínu proti nemoci covidu-19 vyvinutý indickou biofarmaceutickou firmou Biological E. Limited (BioE), Baylor College of Medicine v Houstonu a americkou společností Dynavax Technologies (DVAX). Jedná se o proteinovou podjednotkovou vakcínu.
V dubnu 2021 americká International Development Finance Corporation (DFC) oznámila, že bude financovat rozšíření výrobních kapacit BioE tak, aby do konce roku 2022 mohla vyrobit alespoň 1 miliardu dávek.

## Historie

### Klinické testy
Ve fázi I byla provedena klinická studie k vyhodnocení bezpečnosti a imunogenicity kandidátní vakcíny u přibližně 360 účastníků. Fáze II skončila v dubnu 2021.
V dubnu 2021 indický generální kontrolor léčiv povolil tomuto kandidátovi na vakcínu zahájit klinickou fázi III. Celkem 1 268 zdravých účastníků ve věku od 18 do 80 let má být vybráno z 15 míst po celé Indii pro klinické testy, kteří se mají zúčastnit globální studie fáze III.

## Ekonomika
Dne 3. června indické ministerstvo zdravotnictví a sociální péče předobjednalo 300 milionů dávek Corbevaxu.

### Ceny
Společnost odhaduje, že cena vakcíny bude v přepočtu kolem 75 korun za dávku a v Indii může být cena dokonce nižší než 120 Kč za dvě dávky vakcíny.